# Quod scripsi, scripsi

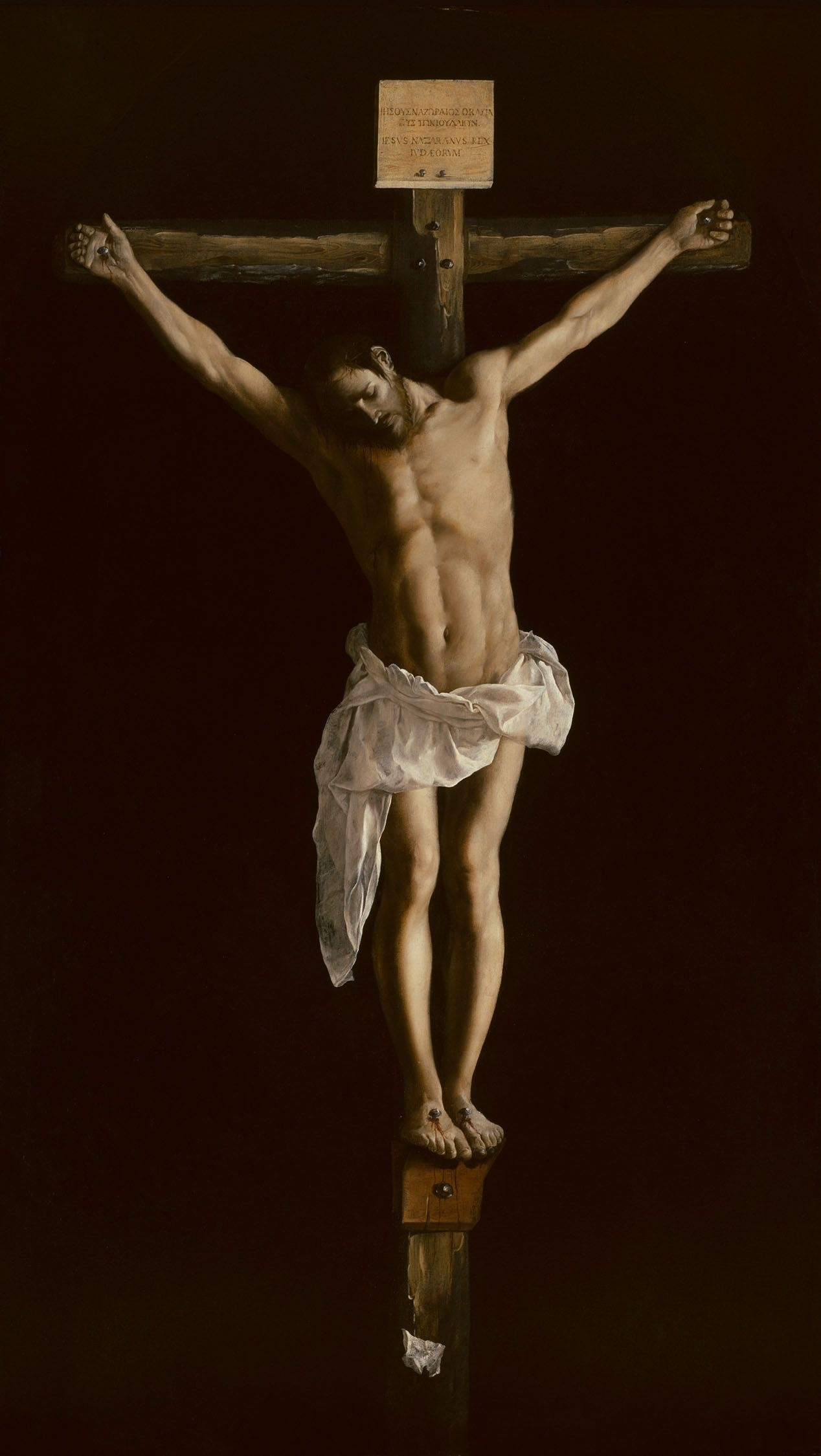
Krisztus a kereszten, Francisco de Zurbarán, 1627. Pilátus felirata Jézus feletti keresztre van szegezve.

Quod scripsi, scripsi  (latin közmondás, jelentése: Amit megírtam, megírtam).  Poncius Pilátus használta leghíresebben a Bibliában válaszként a zsidó papoknak, akik kifogásolták azt a táblát amelyet ő iratott Jézus fölé a keresztre feszítéskor. Ez leginkább a latin Vulgátus Bibliában található meg, megegyezik a Dixi latin kifejezéssel (latinul: „mondtam”), ami azt jelenti, hogy a felszólaló beszélt, és nincs több mondanivaló.

## Története
A kifejezés a Bibliában jelenik meg (János 19:20-22). Amikor Jézust elvitték, hogy keresztre feszítsék, Pilátus megírt egy táblát, amit Jézus feje fölé akasztott a keresztre. „Názáreti Jézus, a Zsidók Királya ” írta héberül (pontosabban arámiul), latinul és görögül.  A zsidó papok hangoztatták ellenkezésüket Pilátus felé, mondva, hogy: „Ne azt írd, hogy »a zsidók királya« hanem azt hogy »Én vagyok a Zsidók Királya.«”.  Pilátus szigorúan válaszolt nekik: "Quod scripsi, scripsi" ( görögül: Ὃ γέγραφα γέγραφα, Ho gegrapha gegrapha). Ezt Szent Jeromos utalásnak tartotta az 56. és 57. zsoltárra, amely a Vulgátusban úgy tűnik, hogy egy olyan feliratra utal, amelyet nem kell megváltoztatni.

## Egyéb felhasználások
1306-ban, amikor Jeruzsálemi II. Henrik szabadalmat írt alá, hogy a Ciprusi Királyságot az Amalric, Tire herceg kormányzására adhassa, az Amalric kísérőjének marsallja állítólag azt mondta: „Quod scripsi, scripsi”.

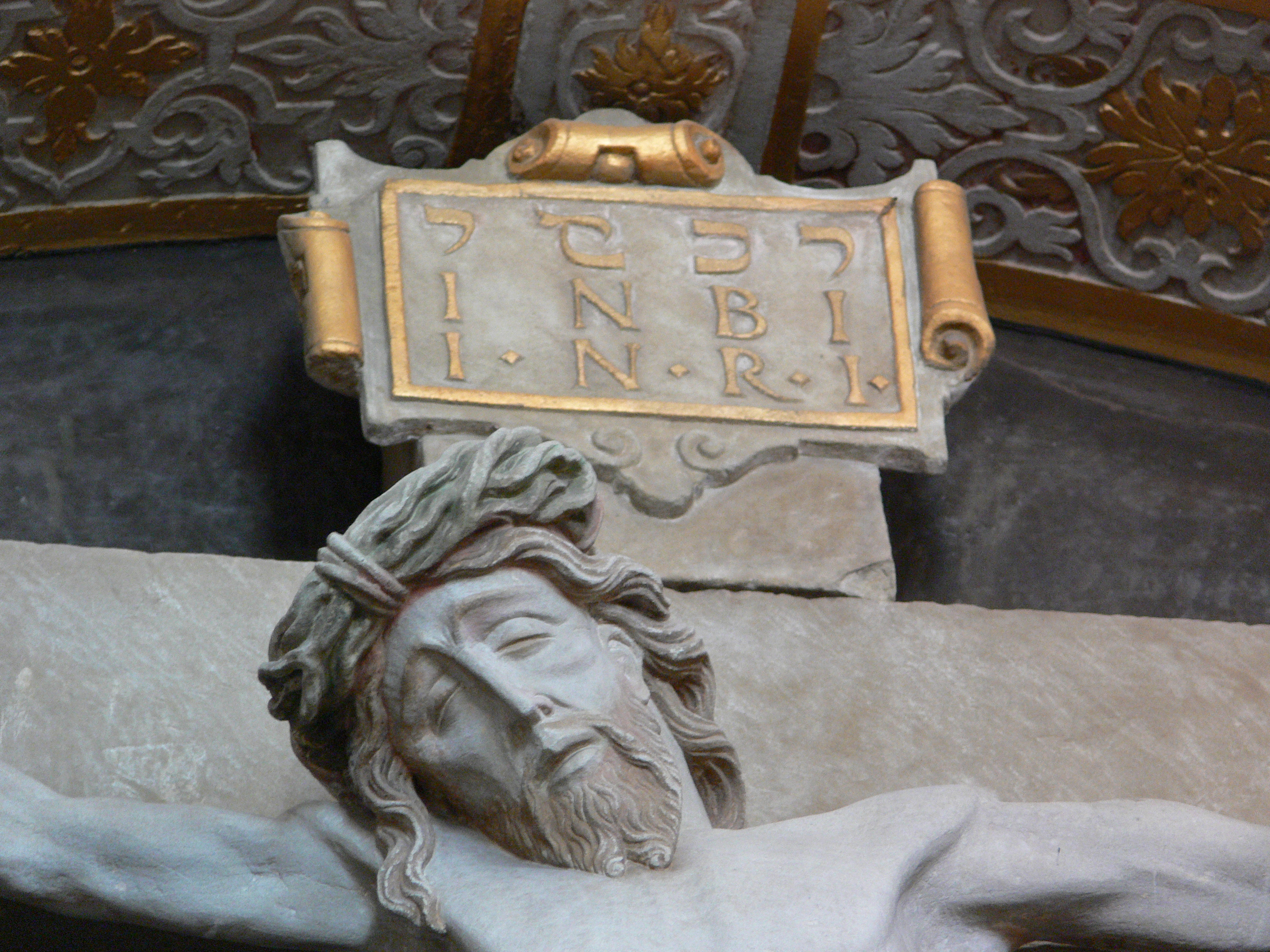
Az INRI rövidítése ("Názáreti Jézus, a Zsidók Királya") három nyelven írt (mint János 19:20) és a keresztre erősítve; Ellwangeni apátság, Németország

Az 1418-as börtönbüntetésből való felszabadulása után XXIII. János (ellenpápa) jött Firenzébe, és ott Giovanni di Bicci de 'Medicitől menedékjogot kapott, aki, amikor a leváltott pápa a következő évben meghalt, az ő emlékére készített egy sírkövet amely ma a Firenze Keresztelőkápolnájában látható.  Ha a felirat felkerült (Giovanni halála után), V. Márton pápa tiltakozott a „Quandam Papa” (a korábbi pápa) szavak ellen, írt Signoriahoz, követelve a törlését. Elutasító választ kapott, Cosimo de 'Medicitől, aki Poncius Pilátus szavaira hivatkozott, mondván: "Quod scripsi, scripsi."
A filozófus Immanuel Kant gyakran használta a „Quod scripsi, scripsi” egy változatát válaszul a kritikusainak: „Quod scripsi, scribentes” (Amit megírtam, írom).
Az Ill Bethisad (1997 és későbbi) megosztott alternatív történetében a "Quod scripsi, scripsi" (gyakran "QSS" -re rövidítve) az a kifejezés, amelyet szabályként az alternatív idővonalban használnak. "Quod scripsi, scripsi" ebben az értelemben azt jelenti, hogy ha valamit az idővonalban hoztak létre, akkor azt nem lehet megváltoztatni vagy eltávolítani.
José Saramago ezzel az idézettel kezdte meg az 1991-ben megjelent Jézus Krisztus evangéliuma című művét, utalva egyrészt Pilátus írására, másrészt válaszként a várt kritikára.

## Fordítás
Ez a szócikk részben vagy egészben  a   Quod scripsi, scripsi című angol Wikipédia-szócikk ezen változatának fordításán alapul.  Az eredeti cikk szerkesztőit annak laptörténete sorolja fel. Ez a jelzés csupán a megfogalmazás eredetét és a szerzői jogokat jelzi, nem szolgál a cikkben szereplő információk forrásmegjelöléseként.